# ويلينغبورو (دائرة انتخابية في المملكة المتحدة)
ويلينغبورو (بالإنجليزية: Wellingborough)‏ هي إحدى الدوائر الانتخابية في المملكة المتحدة الممثلة في مجلس العموم في برلمان المملكة المتحدة.
عضو البرلمان الذي يمثلها حالياً هو :Mr Peter Bone (Con).